# Hypnale zara
Hypnale zara là một loài rắn trong họ Rắn lục. Loài này được Gray mô tả khoa học đầu tiên năm 1849.